# Killing Time (videogioco)
Killing Time è un videogioco sparatutto in prima persona a tema horror sviluppato da Studio 3DO. Originariamente fu una esclusiva per 3DO Interactive Multiplayer, venne poi rifatto per Windows nel 1996 da Logicware e Macintosh dopo che il 3DO fu dismesso. Il 23 luglio 2015, ZOOM Platform annunciò la pubblicazione di una versione aggiornata di Killing Time esclusivamente per il loro store. La versione aggiornata venne realizzata da Jordan Freeman Group e pubblicata da ZOOM Platform e Prism Entertainment.
Il giocatore controlla un ex-studente di egittologia, che si trovava presso l'isola di Matinicus, nello stato del Maine, all'interno della proprietà della ricca erede Tess Conway. Nel 1932, durante la notte del solstizio d'estate, Tess, nel tentativo di usare un mistico e antico orologio idraulico egiziano che presumibilmente concede la vita eterna, svanisce, insieme a molti dei suoi amici. L'obiettivo del giocatore è quello di trovare e distruggere l'orologio idraulico e scoprire i segreti della tenuta, il tutto mentre respinge i molti orrori d'oltretomba che ora occupano l'isola.
Attraverso il gioco la trama viene lentamente rivelata attraverso numerose scene interpretate da attori dal vivo. Un aspetto inusuale del gioco è che i personaggi in carne ed ossa in full motion video alcune volte si sovrappongono in tempo reale durante la partita, senza poter interrompere le scene.

## Trama
In Killing Time, il personaggio principale è un ex studente di egittologia alla scoperta del mistero dietro un manufatto egiziano mancante. L'antico "orologio idraulico di Thoth" era stato scoperto dal suo professore di egittologia, il dottor Hargrove, ma il manufatto scomparve poco dopo una visita della promotrice della spedizione, Tess Conway. Tess è la ricca erede della tenuta di famiglia sull'isola di Matinicus, dove tiene i suoi amici e delle pedine vicine in modo che possa ottenere il vero potere dell'orologio idraulico. Mentre il gioco procede, il giocatore scopre che Tess ha usato diverse persone per ottenere ciò che desidera, ma a un prezzo. Qualcosa è andato terribilmente storto, trasformando tutti sull'intera isola in fantasmi irrequieti, demoni o non morti. Nel filmato di apertura di tutte le versioni del gioco, il castello di Boldt, situato su Heart Island, nella regione delle Thousand Islands del fiume San Lorenzo, viene utilizzato come ambientazione della tenuta di Conway.

## Modalità di gioco
La giocabilità è quella tipica della maggior parte degli sparatutto in prima persona, dove il giocatore utilizza un assortimento di armi. Tra queste vengono incluse: un piede di porco, doppie pistole, un fucile da caccia, un mitra Thompson, Molotov , un lanciafiamme e un magico Ankh che può essere usato per spazzare via molti nemici alla volta. Il gioco non presenta alcuna forma di multiplay. Per terminare il gioco è necessario raccogliere una serie di vasi sparsi in tutta l'isola di Matinicus, ognuno contenente una parte simbolica dello spirito di Tess Conway. Questi vasi garantiscono anche potenziamenti una tantum durante il gioco. Alcune sezioni richiedono al giocatore di muoversi, accovacciarsi o saltare. Il gioco si svolge su un'isola piuttosto grande, non lineare, senza tempi di caricamento tra le sezioni. I nemici vengono sconfitti e gli oggetti presi sono permanenti per la durata di un gioco, con nascondigli di armi custodite sparse in tutta l'isola.

## Personaggi
- Tess Conway (interpretata dall'attrice Lise Bruneau): ereditiera della ricchezza dei suoi genitori e dalla tenuta Conway, Tess non si fermerà davanti a nulla per ottenere ciò che vuole. Ossessionata dall'essere giovane e bella per sempre, Tess Conway acquisisce l'antico orologio idraulico egiziano nella speranza di usarlo per fermare il tempo stesso. Tess tiene le sue pedine più utili vicino a lei sull'isola nutrendole con cibo e bevande fino ad ottenere le sue vere ambizioni. Quando alla fine ha il potere dell'orologio idraulico a portata di mano, viene uccisa e successivamente attiva l'orologio idraulico troppo presto, per salvare la sua vita e maledire il suo assassino. Questa azione finisce per intrappolare tutte le persone sull'isola e la sincronizzazione fa sì che l'esperimento vada terribilmente storto. Tess e le sue amiche diventano spiriti irrequieti mentre i restanti si trasformano in zombi senza cervello.

- Duncan DeVries: socio di Tess collegato con il mercato nero. Duncan è un ambizioso contrabbandiere d'alcool che cerca di farsi un nome nel mondo del crimine. Il suo obiettivo è di sposare Tess per acquisire la sua proprietà e ricchezza, Duncan fa qualunque cosa Tess chieda, al fine di ottenere il suo favore. Con un carattere irascibile e malignamente avido, non c'è da meravigliarsi di quanto velocemente si trasformi in un assassino quando scopre che Tess non ha intenzione di sposarsi. Con il suo ultimo respiro morente, Tess maledice Duncan e possiede il suo corpo con lo spirito vendicativo di Seth.

- Byron: amico archeologo di Tess , Byron si innamora irrimediabilmente di Tess, mentre la aiuta a decifrare le istruzioni per l'orologio idraulico. Tutti i suoi sforzi per conquistare Tess, tuttavia, sono inutili, e il solitario Byron è ridotto a nient'altro che a un'altra sfortunata pedina. Più intelligente di chiunque altro, tuttavia, conosce il vero potere dell'orologio idraulico e lo tiene per sé, osservando attentamente il tentativo di immortalità di Tess in modo che possa imparare dai suoi errori.

- Mike: guardia del corpo di Duncan, Mike segue Duncan e si assicura che tutto vada per il meglio. Ufficialmente è il sorvegliante della tenuta, Mike si ritrova senza molto lavoro da svolgere per la maggior parte del tempo. Appare solo una volta da solo nel gioco per offrire un rapido avvertimento di diffidare sia di Duncan che di Tess.

- Robert: Robert è stato il maggiordomo ufficiale dei Conway per anni e arriva persino a ricordare insieme l'adolescenza di Tess e Lydia. Forse uno degli unici personaggi "veramente innocenti" del gioco, Robert si lamenta della trasformazione di Tess dopo la morte dei suoi genitori e tiene d'occhio Duncan, di cui si fida apertamente. È l'unico amico di Byron e appare spesso per offrire consigli amichevoli su come navigare nella tenuta dei Conway. A Robert non piace quello che sta succedendo, ma rimane un fedele servitore per onorare la memoria della cadente famiglia Conway.

- Lydia Tweksbury: Lydia, amica d'infanzia di Tess, viene trattenuta sull'isola per ragioni misteriose, anche se sembrerebbe che Tess acquisisca sicurezza dall'essere sempre due passi avanti rispetto a Lydia. Lydia confessa più tardi nel gioco di essere stanca di essere all'ombra di Tess e tenta di far crollare tutto il suo regno dall'interno, carpendo quante più informazioni possibili da Duncan. Sia Duncan che Mike si affezionano a Lydia nel corso del gioco principalmente perché è molto attraente. Tuttavia rimane intrappolata miseramente sull'isola e trascorre la maggior parte del suo tempo annegando le sue preoccupazioni nel gin .

- Angela Conway: nipote di Tess, il fantasma di questa giovane ragazza appare spesso nel gioco per lanciare poesie criptiche, in particolare nelle giunzioni nel labirinto di siepi. Molto saggia per i suoi anni, si può capire cosa bisogna fare e dove andare, se si riesce a decifrare i suoi enigmi.

## Pubblicazione
La versione originale del gioco giunse su un CD rosso. I giocatori riscontrarono un problema tecnico nel gioco che si verificava nel livello del clown. Lo schermo diventa pixelato e oscura la visuale dell'intera area. L'editore ha permesso agli acquirenti di spedire loro la loro copia rossa per una versione corretta del gioco, su un disco nero. Poiché pochissimi acquirenti inviarono le loro copie, la versione rossa rimane abbastanza comune, ma la versione nera è rara. Il 3DO Game Guru include una patch di salvataggio del file che corregge il bug.
Nel 1996 Acclaim Entertainment ha acquisito i diritti di pubblicazione di tre giochi dello Studio 3DO per PlayStation, Saturn e PC, incluso Killing Time. Tuttavia, mentre Acclaim ha pubblicato gli altri due giochi per quelle piattaforme, non lo ha fatto con Killing Time, anche se è stata annunciata una data di uscita ed è stata pubblicizzata su riviste e su il retro di alcuni manuali dei giochi pubblicati dalla compagnia.
Il 23 luglio 2015, la piattaforma ZOOM ha annunciato la pubblicazione di una versione aggiornata di Killing Time esclusivamente per il loro store. Il lavoro di aggiornamento è stato svolto da Jordan Freeman Group e pubblicato da ZOOM Platform e Prism Entertainment.
Il gioco è stato anche ripubblicato su GOG.com il 10 novembre 2016.

## Accoglienza
| Testata         | Versione | Giudizio |
| --------------- | -------- | -------- |
| Next Generation | 3DO      | [ 8 ]    |

La versione originale per 3DO ha ricevuto recensioni per lo più positive. I critici di Next Generation e GamePro hanno elogiato il motore di gioco veloce e la combinazione di intense riprese in prima persona con elementi di avventura stimolanti per il cervello. Atomic Dawg di GamePro ha anche approvato la grafica e la musica e in particolare l'uso di armi nella vita reale per l'arsenale del giocatore, sebbene abbia criticato la necessità di utilizzare combinazioni di pulsanti per cambiare arma o guardare su e giù. Next Generation si è complimentato per l'umorismo e ha dato al gioco 4 stelle su 5, concludendo: "In breve, Killing Time è il figlio bastardo di Doom e The 7th Guest, e funziona".